# Прохоров Олександр Валерійович
Олександр Валерійович Про́хоров (нар. 14 жовтня 1975, Харків) — український науковець, фахівець у галузі інформаційних технологій. Доктор технічних наук (2017), професор (2023). Від 2001 року працює в Національному аерокосмічному університеті ім. Миколи Жуковського «Харківський авіаційний інститут»: від 2017 року — професор катедри комп'ютерних наук та інформаційних технологій.

## Життєпис
1998 року закінчив Харківський авіаційний інститут за спеціальністю «Обчислювальні машини, комплекси, системи та мережі» та отримав кваліфікацію інженер-системотехнік. Кандидат технічних наук (2003).
З 2001 по 2005 роки — асистент катедри інформаційних управляючих систем ХАІ.
З 2005 по 2017 роки — доцент катедри інформаційних управляючих систем ХАІ.
Наукові інтереси: штучний інтелект, машинне навчання, багатоагентні системи, промислова автоматизація, імітаційне моделювання складних систем і процесів, Semantic Web, онтологія, хмарні технології.